# Cefalaspidokształtne
Cefalaspidokształtne (Cephalaspidomorphi) – wyróżniany w niektórych klasyfikacjach takson w randze gromady, obejmujący bezszczękowce wyróżniające się m.in. obecnością grzbietowo położonego otworu nosowo-przysadkowego (nasohypophyseal).

## Klasyfikacja
Cephalaspidomorphi to takson dyskusyjny. W zależności od autora zaliczano do niego wyłącznie bezszczękowce kopalne z syluru i dewonu, np. †Galeaspidiformes, †Pituriaspida i kostnopancerne (Osteostraci) lub kopalne anaspidy i kostnopancerne oraz współcześnie żyjące minogokształtne (Petromyzontiformes). Autorzy piątej edycji Fishes of the World zaliczyli do Cephalaspidomorphi wyłącznie taksony wymarłe:
- †Cephalaspidiformes
- †Galeaspidiformes
- †Pituriaspidiformes

natomiast minogokształtne wyodrębnili w gromadzie Petromyzontida.